# Natasha Hunt
Pour les articles homonymes, voir Hunt.

a Compétitions nationales et continentales officielles uniquement.

b Matchs officiels uniquement.
Dernière mise à jour le 1 mars 2024.
Natasha Hunt, née le 21 mars 1989 à Gloucester (Angleterre), est une joueuse internationale anglaise de rugby à XV et internationale anglaise et britannique de rugby à sept, occupant le poste de demi de mêlée. Elle joue au Gloucester-Hartpury RFC.

## Biographie
Née le 21 mars 1989, Natasha « Mo » Hunt commence le rugby à XV à 17 ans sur les conseils son professeur d'éducation physique. Elle joue d'abord avec le club de Malvern, avant de rejoindre Bath Rugby puis Bristol. Elle est retenue en sélection nationale des moins de 20 ans.
Elle fait ses débuts internationaux avec les Red Roses en août 2011 contre les États-Unis, l'Afrique du Sud et deux fois contre le Canada dans le cadre de la Coupe des Nations disputée en Ontario.
Son premier Tournoi des Six Nations se conclue par un Grand Chelem.[réf. nécessaire]
Natasha Hunt dispute également la Coupe du monde de rugby à sept 2013 avec l'équipe d'Angleterre. La même année, elle est recrutée par Lichfield RUFC (en).
Elle est retenue pour la Coupe du monde 2014 : elle dispute deux rencontres de poule comme titulaire et une autre comme remplaçante. Elle marque deux essais contre les Samoa. Elle est, lors de ce match, victime d'un placage irrégulier spectaculaire, et finalement sacrée championne du monde face au Canada.
Elle se consacre ensuite au sept et représente le Royaume-Uni aux Jeux olympiques de Rio en 2016.
L'année suivante, elle est à nouveau sélectionnée à XV pour disputer la Coupe du monde 2017, mais cette fois les Anglaises sont battues en finale.
En 2018, elle repasse à sept et remporte la médaille de bronze aux Jeux du Commonwealth. Elle joue ensuite la Coupe du monde où les Anglaises sont éliminées dès les huitièmes par l'Irlande.
En janvier 2019, elle signe un contrat professionnel à XV avec la RFU et rejoint le club de sa ville de naissance : le Gloucester-Hartpury RFC.
Elle dispute à nouveau les Jeux olympiques en 2020, mais les Britanniques échouent à gagner une médaille.
Après les tests de novembre 2020, Mo Hunt met l'équipe nationale entre parenthèses : elle ne se sent pas à son aise lors des stages, n'aime pas le quotidien ni certains contenus aux entrainements. Elle estime que sa présence fait plus de mal que de bien à l'équipe nationale. De plus, elle se blesse à une cheville ce qui permet à la fédération anglaise d'expliquer son absence de façon simple, et évite la publication d'un communiqué de presse embarrassant.
Son retour se fait à la suite d'une interview télévisée du sélectionneur Simon Middleton, où il déclare qu'il n'attend qu'un signe de Mo Hunt pour la sélectionner. Elle voit l'interview et lui téléphone le soir même.
Middleton la convoque pour le Six Nations 2022 qui est un nouveau triomphe pour les Red Roses, qui gagnent encore un Grand Chelem. Mais à la surprise de beaucoup, Mo Hunt n'est pas sélectionnée pour la Coupe du monde en Nouvelle-Zélande. Simon Middleton choisit d'emmener Leanne Infante, Claudia MacDonald et la jeune Lucy Packer ; il ne cache pas que le choix fut très difficile pour lui car toutes les candidates sont « de classe mondiale ». Le motif donné est son jeu trop instinctif, ou dit autrement : sa propension à ne pas toujours suivre le plan de jeu. Mo Hunt tombe des nues et avoue même ne pas savoir qu'elle était perçue ainsi. Elle est incapable de regarder le moindre match de la compétition à la télévision.
Elle est rappelée avec les Red Roses pour le Tournoi des Six Nations 2023 et un nouveau Grand Chelem.[réf. nécessaire] La saison se conclut par un titre national en Premiership, avec une victoire en finale face aux Exeter Chiefs (34-19). Elle est est co-capitaine de son équipe.
À l'automne 2023, elle fait partie des trente joueuses qui partent disputer et remporter la première édition du WXV. Selon le responsable fédéral du rugby féminin Charlie Hayter, Mo Hunt est au sommet de sa forme, et la RFU prolonge son contrat. Indéboulonnable en équipe nationale, le Tournoi des Six Nations 2024 se conclue encore par un Grand Chelem.[réf. nécessaire] En fin de saison, elle est à nouveau sacrée championne d'Angleterre avec les Cherry and White.
En juillet 2025, elle est sélectionnée pour la Coupe du monde en Angleterre.

## Vie privée
Natasha Hunt a été professeure d'éducation physique à l'école de Sir Graham Balfour à Stafford. Elle a d'abord travaillé comme stagiaire à l'école de King Edward de Birmingham. Après avoir dirigé le programme féminin du Hartpury College (en), elle a pris en charge l'équipe des moins de 23 ans du Gloucester-Hartpury RFC, visant à assurer la transition entre rugby universitaire et rugby professionnel.

## Palmarès

### En club
- Vainqueur du Championnat d'Angleterre en 2023 et 2024 et 2025.

### En équipe nationale
- Vainqueur du Tournoi des Six Nations en 2012, 2017, 2019, 2020, 2022, 2023, 2024 et 2025.
- Vainqueur de la Coupe du monde en 2014.
- Finaliste de la Coupe du monde en 2017.
- Vainqueur du WXV 1 en 2023 et 2024.

### Distinctions personnelles
- Membre de l'équipe type du Tournoi des Six Nations en 2024[22].